# 여성주의와 성전환
여성주의와 성전환은 트랜스젠더를 포용하는가 배제하는가에 관한 논쟁이다. 과거에는 흑인인권과 마찬가지로 트랜스젠더의 성전환에 대해 부정적인 백인 여성주의자가 대부분이었으나, 오늘날에는 성전환을 긍정적으로 바라보는 여성주의자들이 존재한다. 재니스 레이먼드나 셸리아 제프리스, 저메인 그리어 등은 트랜스젠더들의 존재가 차별적 성역할을 고착화시키고 성별 이분법에 힘을 실어 준다고 주장한다. 한편 주디스 버틀러 등은 트랜스젠더들이야말로 차별과 성별 이분법에 도전하는 사람들이며 트랜스젠더의 인권은 여성주의의 일부라고 본다.

## 지지
젠더 트러블의 저자 주디스 버틀러가 2014년 트랜스젠더의 민권 문제에 관해 지지 의견을 피력한 바 있다. 또한 그는 숙명여대에 합격한 트랜스 여성이 입대를 포기한 건에 대해 “평등과 자유를 주장하는 페미니즘은 트랜스젠더를 배제할 수 없습니다. 페미니즘이 젠더에 기초한 모든 형태의 차별에 반대하는 것임을 생각해보면 트랜스 배제 페미니즘 같은 것은 있을 수 없습니다.”며 TERF 운동을 단호하게 반대했다
과거 TERF였던 글로리아 스타이넘은 입장을 바꾸어 “트랜스젠더는 환영받아야할 존재이지 추궁당해야할 존재가 아니다. 수십년 전 내가 쓴 글들은 지금 우리가 알고 있는 것들이 반영돼 있지 않다. 우리는 남성적·여성적이라는 이분법만 존재하던 시절을 벗어나 앞으로 나아가고 있다”고 2013년 LGBT 잡지 ‘디 애드버킷’에 기고했다.

## 반대
1977년, 글로리아 스타이넘은 테니스 선수 러네 리처즈(MTF 트랜스젠더)의 성전환을 두고, 자신은 개인들이 각자 원하는 정체성을 선택할 권리를 지지하지만, 대부분의 경우 트랜스섹슈얼들은 성역할에 순응하기 위해 "외과적으로 자신의 몸을 훼손한다"고 주장했다. 그녀는 "페미니스트들은 성전환의 필요 또는 사용에 관해 불편함을 느끼는 것이 당연하다"는 결론을 내렸다. 스타이넘의 글은 "신발이 맞지 않으면 발을 바꿔야 하는가?"라는 유명한 말로 끝난다.
다만 그는 입장을 바꿔 트랜스 여성을 지지하는 입장이 되었다. 2013년 LGBT 잡지 ‘디 애드버킷’에 보낸 기고문에서 “트랜스젠더는 환영받아야할 존재이지 추궁당해야할 존재가 아니다. 수십년 전 내가 쓴 글들은 지금 우리가 알고 있는 것들이 반영돼 있지 않다. 우리는 남성적·여성적이라는 이분법만 존재하던 시절을 벗어나 앞으로 나아가고 있다”고 기고했다.

1979년, 재니스 레이몬드는 《성전환 제국》이라는 책을 출판한다. 여기서 레이몬드는 성전환이란 "남성 어머니"에 관한 "가부장적 미신"에 바탕한 것이며, "남자가 생각하는 이미지에 따른 여자를 만들어내는 작업"이라고 했다. 또한 그녀는 그러한 성전환이 이루어지는 이유는 "페미니스트의 정체성과, 문화와, 정치와, 섹슈얼리티를 식민화하기 위한 것"이라고 주장했다. 그리고 "모든 성전환자들은 진정한 여성의 형상을 일개 대상으로 축소시키고 그 축소된 몸을 자신들이 취함으로써 여체를 강간한다 ... 트랜스섹슈얼들은 여성 속에 쳐들어가는 명백한 도구를 절단하는 것만으로 자신들이 침입의도가 없는 것처럼 보이려고 한다"고 덧붙였다. 일부 학자들은 레이몬드의 견해가 극도로 트랜스포비아적이며, 트랜스젠더들에 대한 증오 언설에 해당한다고 주장한다. 《성전환 제국》에서 재니스 레이몬드는 샌디 스톤과 크리스티 바스키 등을 거론하면서 그들을 여성의 공간에 불화를 일으키는 트랜스젠더의 사례로 들었다. 예컨대 레이몬드가 인용한 어느 여자는 "올리비아가 성전환자 샌디를 진짜 여성인 것처럼 일단락지을 때 나는 강간당하는 느낌을 받았다. 뭐니뭐니 해도 그는 남성적 특권으로 레즈비언 페미니스트 문화도 이용해먹으려 할 것인가?"라고 했다. 루스 허바드는 이것이 스톤과 바스키에 대한 인신공격이라고 주장했다.
1997년 셸리아 제프리스는 성전환은 "페미니즘적 관점에서 큰 오류가 있으며, [stated] 성전환은 인권에 대한 폭력으로 간주되어야 한다"고 했다. 2012년 그녀는 가디언지에 기고한 글에서 성전환을 학문적 원리에 따라 비판하는 사람들의 입을  "트랜스포비아, 증오 언설"이라며 막게 하는 인터넷 캠페인이 전개되고 있음을 지적했다. 그녀는 "이 활동가들이 쏟아부은 독설과 에너지의 정도를 보건대 그들이 성전환 관습이 정당한 비판의 대상이 되는 것을 두려워하며, 그들이 엄격한 연구나 토론에 참여하지 않을 것을 짐작케 한다."고 썼다. 제프리스는 Lorene Gottschalk 와 2013년에 책 Gender Hurts: A Feminist Analysis of the Politics of Transgenderism을 공저했다.
1999년 저메인 그리어는 ⟪여성, 거세당하다⟫(The Female Eunuch)의 후속작으로 ⟪완전한 여성⟫(The whole woman)를 발표했다. 이 책에서 그리어는 한 챕터를 할애해서 남성으로 태어나 여성으로 성전환한 트랜스여성을 인정할 수 없다는 자신의 견해를 밝혔다. 여기서 그리어는 다음과 같이 논했다. "여성이 거의 없는 구성원들로 이루어진 정부는 자기가 여자라고 믿고 그것을 증명하기 위해 스스로를 거세한 남자들을 여성으로 인정해 주기를 서두른다. 왜냐하면 그들은 여성을 다른 성별이 아니라 성별이 없는 존재로 보기 때문이다. 소위 성전환자라는 자들 중 아무도 자궁과 난소를 이식해 달라고 애원하지 않는다. 만약 (성전환을 할 때) 자궁과 난소의 이식이 의무가 된다면, 여자 흉내내는 것들은 하룻밤 사이에 사라져 버릴 것이다. 남성에 의해 만들어진 여성을 여성으로 인정해 달라고 고집하는 것은 여성이 결함 있는 남성이라는 잘못된 신념의 제도적 표현에 다름아니다." 그리어는 2012년 뉴질랜드 웰링턴에서 책 사인회를 하던 도중 퀴어 어벤저스(Queer Avengers)라는 성소수자 단체의 습격을 당했다.
보다 최근에 성전환 수술 및 성전환증에 대한 비판적 논조를 펼치는 페미니스트로는 줄리 빈델이 있다. 빈델은 2003년 12월 Sunday Telegraph Magazine에 기고한 글에서 처음으로 성전환에 대해 논하였다. 빈델은 수술을 마친 성전환자인 "클라우디아"를 인터뷰했는데, 클라우디아는 수술을 후회하고 있으며 정신과 의사가 진단에 이르기까지 충분한 주의를 기울이지 않았다고 느낀다고 말했다. 한 달 뒤, 빈델은 《가디언》지에 〈성별 왜곡자들은 주의하라〉라는 글을 기고했다. 이 글에서 빈델은 성폭행 피해자 센터에 성전환자 상담사가 일할 수 있느냐를 두고 벌어진 분쟁에 대하여 분노를 표출했으며, "남자들이 자기 성기를 뜯어낸다고 해서 상관할 바는 아니지만, 그렇다고 그들이 여자가 되는 것은 아니다. 마찬가지로 청바지 속에 진공 청소기 호스를 잘라서 집어넣는다고 해서 남자가 될 수 있는 것도 아니다" 등 성전환 및 성전환자에 대한 자신의 견해를 표현했다. 또한 수염과 가슴털(남성의 생물학적 특징)이 있는 사람이 머리카락을 기르고 유방이 있으며 눈화장을 한 우스꽝스러운 삽화가 기고문에 덧붙여졌다. 빈델이 사용한 언어가 공격적이고 모욕적이라는 주장이 제기되었으며, 그에 따라 《가디언》은 성전환자들로부터 항의 편지를 받아야 했다. 트랜스젠더 운동가 단체인 Press for Change는 빈델의 글이 성전환자에 대한 언론의 "차별적 글쓰기"의 사례라고 주장했다. 2009년, 빈델은 "남성 정신과 의사들의 진단이 성별 이분법과 호모포비아를 동시에 이루는 것이 아닌지 질문해 보아야 한다"면서, "이란은 세계에서 가장 많은 횟수의 성전환 수술이 이루어지는 국가"이며, "수술은 성별 고정관념을 고착화하기 위한 시도"라고 말했다.
엘리자베스 그로츠는 저서 《뫼비우스의 띠로서의 몸》에서 "남성은 외과적인 수술을 받는다 하더라도 여성으로 산다는 것이 무엇이며, 여성으로 된다는 것이 무엇인지 결코 느끼거나 경험할 수 없다. 기껏해야 트랜스섹슈얼은 여성성에 관한 그이 환상과 더불어 살 것이다. 이 환상자체는 외과수술과 화학적인 개입에 의해 다소 조잡하게 변형된 것에 대체로 실망하게 된다. 트랜스섹슈얼은 여자처럼 보일 수는 있지만 여자처럼 느끼거나 여성이 될 수 없다."고 썼다.

## TERF들의 트랜스젠더 배제
샌디 스톤 등의 트랜스젠더들은 페미니스트들의 "생물학적 여성" 개념에 반발했다. 스톤은 1974년에서 1978년까지 올리비아 레코드에 음향 엔지니어로 근무하다가, 트랜스젠더가 레즈비언 회사에서 일하는 것에 대한 논란이 불거지자 사직했다.
트랜스젠더 배제적 페미니스트와 트랜스여성 사이의 갈등을 적나라하게 보여준 대표적인 두 사례로 반포르노그라피 민권 조례 제정 운동과 미시간 여성 음악 축제를 들 수 있다. 특히 후자의 경우 1990년대 초, MTF 트랜스젠더 낸시 버크홀더(Nancy Burkholder)는 이 축제에 참여하는 것을 거부당했다. 그 이래 미시간 여성 음악 축제는 줄곧 "태어날 때부터 여성인 여자"(womyn-born-womyn)들만 참여할 수 있다. "womyn-born-womyn" 정책에 항의하고 페미니스트 공동체가 MTF 트랜스젠더를 수용하도록 하기 위해 운동 단체인 캠프 트랜스가 만들어졌다. 리키 윌킨스, 제시카 자비에, 레슬리 페인버그 등 주요한 트랜스젠더 운동가 및 트렌스페미니스트 다수가 캠프 트랜스와 관련이 있다. 현재 축제는 수술이 끝난 트랜스젠더는 참석을 허용하고 있으나, 많은 MTF들이 성전환 수술 비용을 감당하지 못하기에 이것은 또 계급차별이라는 주장도 있다.
킴벌리 닉슨(Kimberly Nixon)이라는 트랜스여성은 1995년 캐나다 밴쿠버의 강간 피해 여성 보호소에서 상담사로 자원했는데, 그녀가 트랜스젠더라는 것이 밝혀져 해고되었다. 이는 남자였던 닉슨은 상담 대상의 경험을 이해하는 것이 불가능할 것이라는 보호소 측의 판단에 따른 것이며, 실제로도 상담 대상자들은 유전적으로 여성이 아닌 상담사로부터 안정감을 느끼지 못했다. 닉슨은 불복하고 자신이 배우자에게 폭력을 당한 전력을 공개한 뒤 보호소 측을 차별 행위로 고소했다. 닉슨의 변호인들은 닉슨이 아무런 근거 없이 해고당했다고 주장했다. 2007년, 캐나다 대법원은 닉슨의 고소를 기각하고 사건을 끝냈다.
저메인 그리어는 케임브리지 뉴햄 칼리지의 특별강사이자 펠로우로 재직 중이었는데, 성전환자 레이첼 패드맨이 교직을 얻는 것을 제지하려 했으나 실패했다. 그리어는 패드맨이 남성이기 때문에 여성대학인 뉴햄 칼리지에 소속될 수 없다고 말했다. 부정적 여론에 맞닥뜨리자 그리어는 1996년 교직에서 물러났다.
대한민국의 경우 2020년 2월경 트랜스젠더 여성이 숙명여자대학교에 합격하고 나서 그의 입학에 대한 찬반과 이슈가 있었다. TERF측은 "인간은 비둘기가 될 수 없다."는 성명을 내고 여성의 안전을 위협하는 남성의 입학을 허용할 수 없다며 반대했고 트랜스젠더를 내시, 환관에 비유하기도 했다. 결국 해당 지원자는 입학을 포기했다.
윤김지영 교수는 한국여성철학회 발표문인 페미니즘 지각변동에서 TERF라는 호칭이 현재 한국에서 다른 페미니스트를 향한 낙인이자 혐오발화로 사용되고 있다고 말했다. 동시에 윤김지영은 급진퀴어 페미니즘의 가능성을 주장했다.

## 같이 보기
- 여성주의
- 트랜스젠더
- 트랜스포비아
- 여성으로 태어난 여성(Womyn-born womyn)
- 트랜스페미니즘
- 다크룸 (책)
- TERF